# Colin Campbell McKenzie
Pour les articles homonymes, voir Colin McKenzie et McKenzie.
Colin Campbell McKenzie (25 mars 1836-15 août 1899) est un homme politique canadien de la Colombie-Britannique. Il est député provincial indépendant (fermier) dans la circonscription britanno-colombienne de Nanaimo de 1890 à 1894.
En tant que métis, il est probablement le premier député autochtone servant à l'Assemblée législative de la Colombie-Britannique.

## Biographie
Né à Fort Vancouver dans l'Oregon Country (maintenant dans l'État de Washington), McKenzie étudie 
à Winnipeg et au Peterhouse College à Cambridge en Angleterre. Il travaille ensuite comme directeur de la Victoria Boy's Public School de Victoria entre 1872 à 1878 et exerce la fonction de superintendant de l'éducation pour la province de 1878 à 1884.
Candidat pour devenir député en 1890, il est soutenu par la Miners' and Mine Labourers' Protective Association.
Thomson meurt à Nanaimo en août 1899 à l'âge de 63 ans.